# ドラフトキング
『ドラフトキング』（DRAFT KING）は、クロマツテツロウによる日本の漫画作品。『グランドジャンプ』（集英社）にて、2018年24号から連載中。
凄腕スカウトマン郷原眼力（ごうはら オーラ）と若手スカウトマン神木を中心に展開されるプロ野球のスカウト活動と、ドラフト会議を中心に描いた作品。
表題の「ドラフトキング」とは、その年度に指名された選手の中でNo.1の選手であり、指名順位とは関係なしに、最終的に最も良い成績を残した選手のことを表す言葉である。
実在する選手（イチロー、桑田真澄、城島健司、ホセ・アルトゥーベ、カルロス・コレア、リオネル・メッシなど）が台詞上に出てくるなど、現実世界と同様の世界観で描かれているが、球団名は『横浜ベイゴールズ』など、実在球団を捩った架空の球団となっている。
2025年5月時点で紙と電子書籍を合わせた累計部数が230万部を突破している。
2023年にWOWOWにてテレビドラマ化。

## 各ストーリーのあらすじ
2番目の男（1 - 3話）
新人スカウト、神木が今年のドラフト1位指名に推す、花崎徳丸高校の絶対的エース、東条大貴（とうじょう だいき）が騒がれる中、実力派スカウト郷原が推薦するのは、二番手投手である桂木康生（かつらぎ こうせい）であった。当然、桂木を良しとするスカウトマンはおらず、エリア担当の神木も混乱するばかりである。その中で圧倒的実力を見せる東条と、成長著しい桂木。この2名を巡り、スカウト部の答えを出す。
社会人(ノンプロ)のスペシャリスト（4 - 7話）
社会人野球チーム、万田（マンダ）自動車に所属する、三拍子揃った外野手、阿比留一成（あびる かずなり）。神木が彼を調べるうちに、阿比留と郷原との接点を見つける。フリーライター美嶋瞳（みしま ひとみ）と共に、郷原と阿比留の接点と過去に迫る。
ハブ（8話）
毒蛇ハブの異名を持つ大阪ホワイトタイガースの豪腕スカウト、毒島（ぶすじま）が、自身の担当エリアである大阪にて、神木にある行動を取らせる。
知られざる才能（9 - 17話）
首脳陣からの無茶な要求に対し、他球団がほぼノーマークの中、郷原が独自に調査していた中国地方の二名の選手。大型の速球派投手蔵田健介（くらた けんすけ）と、小柄なスラッガー沖本拓也（おきもと たくや）。この2名が無名であり、エリア担当スカウトの大越でさえ実力が分からなかった理由とは。
1億円の男（18 - 20話）
ドラフトが終了した11月、2軍を視察した郷原は、プロ入り後伸び悩む前年度のドラフト1位の高卒投手、真田丸謙吾（さなだまる けんご）を見かける。本来の担当である飯塚が一切サポートしていないことから、郷原は神木に真田丸のサポートをするように命じる。
それぞれの選手ファースト（21 - 39話）
郷原から選手達の調査を依頼されたが、実際に調査しても理由が分からなかった神木は郷原を追って石垣島に来た。郷原の目当ては石垣商工の二人の高校生、速球派投手の仲眞大海（なかま オーシャン）と守備のスペシャリスト照屋勉（てるや つとむ）だった。郷原と神木は石垣商工と明英大学の練習試合を視察するが、試合後の神木の失敗により、両校から出入禁止を食らってしまう。
戦力外の男（40 - 44話）
ドラフトが終了したある日、スカウト部の飯塚の元に現役時代の後輩である佐藤翔太（さとう しょうた）から電話が入る。それは戦力外通告を受けたことの報告だった。翔太は飯塚と自身の担当スカウトだった郷原に対しトライアウトに挑戦することを伝える。
西麻布の夜（45話）
大阪の企業チームへの入団が決まった翔太の送別会を行うため、神木は西麻布の高級焼き肉店でやって来た。現役時代、先輩達に誘われても断っていてこのような店に来なかった神木は、それを聞いた下部や飯塚から散々なダメ出しを食らう。
ドロップアウトをした天才（46 - 55話。ただし、1と2は「天才の苦悩」という別タイトルが付けられている）
郷原は毒島から連絡を受ける。それは、毒島が目を掛けていたが郷原の薦めで神奈川の名門校に推薦入学した北畠翔（きたばたけ しょう）が、高校を辞めて大阪に戻ったというものだった。北畠に再度野球をさせろと迫る毒島に、原因を作ったことに対し責任を感じた郷原は、北畠が野球への情熱を失っていなければプロになる道を用意することを約束する。
三ケタの男たち（56 - 68話）
郷原と福岡ブラックホークスのスカウト中溝に確執があるらしいことを知った美嶋は、北畠の入団したクラブチーム東京パーフェクトマッスルズの練習を見に来た毒島に二人の確執について質問する。同じ頃、中溝はベイゴールズのキャンプを訪れていた。目的は、中溝がスカウトしブラックホークスに育成選手として入団したが、郷原によってベイゴールズの支配下選手になった中継ぎ投手菊地原英光（きくちはら えいこう）だった。
捨てられた天才（69話 - 103話）
東京パーフェクトマッスルズに入団した北畠は、自分と同様にクラブチームからのプロ入りを目指す外野手柳川大也（やながわ だいや）と出会う。柳川はチームの中でも走攻守全てにおいてずば抜けており、プロ３軍との練習試合でもプロに引けを取らない実力を発揮する。練習試合を観戦していた郷原は、自分についてきた神木に柳川の事情を語る。柳川は名門大学の野球部で1年からレギュラーになるも足以外は通用せず、ケガと家庭の事情から中退。一度はプロを諦めた男だった。
選ばれた男達（104話 - 110話）
万田自動車は都市対抗野球で日本一に輝いた。補強選手として参加した柳川もリードオフマンとして活躍して注目を浴び、ベイゴールズだけでなく中溝のブラックホークスと毒島のホワイトタイガースも支配下での獲得に乗り出していた。郷原は編成会議で柳川を4位で獲ることを提案し了承を得るが、その数日後、ホワイトタイガースが柳川を2位指名することをスポーツ紙が報じる。
Dランク（圏外）の男たち（111話 - 114話）
郷原と大越は、それぞれが目をつけながらも育成指名からすら漏れた高校生選手が、独立リーグBJリーグのトライアウトを受けるのを見に来て偶然出くわす。郷原の目当ての常田篤弘（つねた あつひろ）は最終テストまで残ることができたが、大越の目当ての美濃晴斗（みの はると）はそこまで残れなかった。しかし、美濃に可能性を感じた大越は、美濃に大学のセレクションを受けることを提案する。
独立からのデスロード（115話 - )
柳川や速水ら新入団選手のキャンプインに同行した郷原と神木は、ブルペンでの速水の様子を見ながらキャッチャー論を交わす。郷原の注目する、BJリーグ山形サンシャインホープスの新人キャッチャー桃丘兆治（ももおか ちょうじ）が気になった神木は山形へと向かうが、そこで郷原に加え、大越と出くわす。そこでは、常田、桃丘が入団したサンシャインホープスと、美濃が入学した岩手学院大との練習試合が行われようとしていた。
孤高のセットアッパー（特別編。10巻収録）
「戦力外の男」編で登場した森笠鉄也（もりかさ てつや）のエピソード。トライアウト後神宮ジャンボスパイダーズに入団した森笠は、かつての剛速球投手からベテランらしい巧みな投球スタイルへとモデルチェンジを果たし、安定感抜群のリリーフ投手として活躍する。それから三年後、引退試合の日を迎えた森笠は息子のある願いを叶えるためにマウンドへと向かう。
野球を愛してしまった男（特別編。18巻収録）
東京パーフェクトマッスルズに所属する西浦順治（にしうら じゅんじ）のエピソード。成長著しい北畠の球を正捕手として受け続ける西浦は、40歳になる自身の体の衰えを感じていた。選手引退を考えた西浦は、大学野球部時代の同期で、3度のトミー・ジョン手術から再起を遂げ「不死身の今野」の異名をとった元プロ選手今野是清（こんの これきよ）が経営する店を訪れ、その場に北畠も呼ぶ。

## 登場人物

### 主要人物
郷原 眼力（ごうはら オーラ）
声 - 中村悠一（「プロ野球戦力外通告・クビを宣告された男達」コラボ動画）
主人公の一人。横浜ベイゴールズのスカウトマン。眼力と書いてオーラと読む、所謂キラキラネームである。ブロッコリーのような髪型と、割れ顎が特徴的。超一流と自他ともに認める凄腕スカウトマンであり、一流選手を見抜く眼力に優れる。担当エリアは持たず、日本中を飛び回りスカウト活動を行う。一見極めて傲岸不遜かつ独善的であり、他者を平然とこき下ろし、自らの眼鏡に適わない選手・スカウト、同僚（特に神木）はもとよりスカウト先の監督に対してですら「無能」「バカ」「カス」「ポンコツ」などと言い放つ毒舌家である。さらに、目的のためには手段を問わない姿勢が批判の的となることも多い。しかしながら、その姿勢も常に選手の将来を考え抜いた産物であり、担当した選手のケアやサポートは決して怠らず、二軍成績も逐一確認し褒めたりアドバイスを送ったりするなど実際は面倒見が極めて良く、プロ・アマ問わず関わった選手達や神木など一部の同僚からも絶大な信頼を得ている。出張読み切り版にて、若いころは別の球団でスカウトをやっており、髪型も坊主頭であった。
神木（かみき）
主人公の一人。下の名前は不明。元プロ選手(野手)であり、高卒で横浜ベイゴールズに3位で入団。高校時代「走・攻・守」三拍子揃った選手と評価されていたが、入団前に郷原から「プロでは通用しない」「三拍子揃っているとは何も取り柄が無いということだ」と一蹴され「指名されても入団するな」と忠告を受ける。しかしそれに従わずプロ入りし、実際に全く通用せず5年で戦力外通告を受け、スカウトマンに転身。転身後も郷原からは「無能としか言いようのないカス」「スカウトマンに必要なセンサーが全部ぶっ壊れている」「元5流選手」などと相変わらず辛辣な言葉を浴びせられているが、真面目で人柄が良く、誠実に選手と向き合う姿勢がやがて郷原にも評価されるに至る。担当エリアは関東地方。毒島に騙されたり、大学の野球部監督の前で口を滑らせてしまったりと、基本的に軽率かつ経験・知識不足な所が散見され、選手の実力を見抜く能力は郷原や他のスカウトマンより劣っている描写が目立つ。酒に弱く、ビールジョッキ1杯で泣き上戸になる。
下辺 陸夫（しもべ りくお）
横浜ベイゴールズスカウト部長。関西弁で会話する。前髪が後退しており、色眼鏡を着用した、恰幅の良い初老の男。感情が表情や行動に出やすく、関西人らしいオーバーリアクションが作中で見受けられる。ドラフトキングという言葉を作中で最初に口にした人物である。

### 横浜ベイゴールズ
モデルの球団は横浜DeNAベイスターズ。

#### スカウト部
大越 智成（おおこし ともなり）
スカウト部主任。データや成績を重視する理論派。直感を信じる郷原とは相性が悪い描写が多いが、美濃晴斗との出会いを機に数字やデータには表れない直感の部分にも目を向けはじめる。担当エリアは中国地方。
飯塚 健（いいづか けん）
元プロ選手のスカウトマン(野手)。茶髪でガングロの、チャラ男風の出で立ち、業界用語を交えた会話を行う。担当エリアは東北地方。社会人でプロ入り後、内野手（主に遊撃手）として15年間現役生活を送る。各地に愛人を作り、勤務時間中も愛人との外食先を検索するなど、勤務態度は不真面目。反面、要領は良く、スカウトマンとしての能力は高い。長いプロ経験を活かした助言や、選手の評価などは、郷原にも一目置かれるほど的確である。また、現役時代は面倒見も良かったため、翔太をはじめ飯塚を慕う者もいる。
大津 良介（おおつ りょうすけ）
元プロ選手のスカウトマン（投手）。高卒でプロ入り後、中継ぎ一本で引退まで14年間現役を過ごした。担当エリアは関東地方で、同エリア担当の神木の相談に乗っている。プロ入り前の担当スカウトは下辺で、現役引退を決意したときは最初に下辺に報告。涙を浮かべながら下辺へ感謝の言葉を述べた。

#### 首脳陣
筒井 高志（つつい たかし）
横浜ベイゴールズGM。チームの若返りを図ることを理由に大型補強や人的補償には消極的。
宗野 崇（むねの たかし）
横浜ベイゴールズ二軍ヘッドコーチ。口ヒゲとゴーグルが特徴。二軍の練習を視察に来た郷原と選手やチームの現状を情報交換している。

#### 選手
桂木 康生（かつらぎ こうせい）
花崎徳丸高校出身。エースの東条に次ぐ2番手投手だが、球速、変化球ともに凡庸。当初は、ドラフトには到底かからない選手と評価されていた。一方、郷原だけが、野球に取り組む姿勢や怪我対策への意識の高さなどがプロ向きだと語り、ドラフト候補に推していた。後に、一年生の時には内野手でスタメン出場しており打撃、守備ともに好成績だったこと、甲子園優勝を掲げた監督の意向や投手不足というチーム事情により投手へコンバートしていたこと、本人も大学からは野手へ再転向しようとしていることが、郷原から明かされる。改めて野手として視察したスカウト一同に才能を高く評価される。大学卒業の四年後に争奪戦になる前に野手として獲得した方が良いと言う郷原の推薦によりドラフト4位で横浜ベイゴールズに入団した。入団後は内野手に転向。「放っておいても勝手に上手くなる」と言われるなど、首脳陣からの評価も高い。数年後、球団のスター選手として活躍している描写がある。担当スカウトである郷原を慕っている。
真田丸 謙吾（さなだまる けんご）
仙台育栄高校出身。桂木と同期入団で、飯塚の推薦でドラフト1位で指名された身長198センチの大型投手。スライダーを得意とする期待のパワーピッチャーだったが、ピッチングコーチの方針により自身の長所が活かせなくなり、二軍戦でも結果が残せない状態になっていた。おまけに担当スカウトである飯塚から放置されており、ストレスで別人のように痩せてしまいプロ二年目のキャンプでは見る影が無くなっていた。神木が自身の経験談を元に懸命に励まし、過去からの映像を徹底的に研究するなど付きっきりで面倒を見た結果、肘を下げたフォームに変更。自信を持っていた以前のピッチングスタイルに戻り、周囲を驚嘆させるピッチングを取り戻すことに成功している。以後、神木を慕っている。
蔵田 健介（くらた けんすけ）
憂羅志亜（ゆうらしあ）大学出身。身長188センチメートルの大型投手。長身から投げ下ろされるMAX156キロの直球とスプリットが武器。高校時代は成長痛とオーバーワークによる怪我に悩まされていた。大学入学後は、怪我対策に独自のトレーニングを行う、ベンチのサインを無視して投球するなど、監督の指示に従わなかったことから、規律を重んじる監督から干され、登板実績は少ない。高校、大学ともに実績やデータが少ないことから、スカウトの中では存在すら疑問視されていた。毒島との賭けに勝利した郷原の推薦により、ドラフト3位で横浜ベイゴールズに入団。一年目から先発ローテーションを守って、12勝10敗防御率3.02の成績で新人賞を獲得した。郷原のことはからかっているが、無名であった自分を指名してくれたことに感謝をしており、慕っている。郷原の頼みで仲眞を気にかけて面倒を見ている。
仲眞 大海（なかま おーしゃん）
石垣商工出身の投手。通称、琉球のチャップマン。投球フォームのモデルはアロルディス・チャップマン。肘の怪我を抱えながらも、2年前に亡くなった弟を肘が壊れても構わない覚悟で甲子園に連れて行く夢を持っている。沖縄県予選で興章実業との決勝戦を投げぬき甲子園出場を決める。しかし、無理をおして投げた影響により、炎症が起きたことで甲子園では本来の投球ができず、初戦で敗退してしまう。甲子園での不振の結果、他球団から注目されることなくベイゴールズにドラフト7位指名される。数年後、照屋とともに中継ぎとして甲子園での試合に出場している描写がある。郷原に悪態をついているが、一番最初に自分を認めてくれた郷原に感謝していることを蔵田から語られている。
照屋 勉（てるや つとむ）
石垣商工出身の内野手。打順はほぼ9番であるが、チーム内から人間性も含めての信頼は絶大であり、監督からは最高に頼りになる選手だと言われている。郷原は、小・中・高と優れた指導者から野球の定石を教わった野球偏差値と野球脳、守備のセンスの高さを買っており、野球を知り尽くした複数のポジションを守れるユーティリティプレイヤーとして高く評価している。状況を正確に判断して試合をコントロールするかの如く頭脳的なプレイをするが、選手としては突出した派手さは無いため、練習試合で照屋の攻守に渡っての頭脳的な活躍を見せたプレーを見た神木からは「確かにいい選手だけれど、超絶に地味」と言われており、郷原もそのことには関しては納得しており、打撃がネックであるから周りを説得するのは相当荒れ、ドラフトで照屋の指名に漕ぎ着けるまでには相当苦労すると予想している。興章実業との沖縄県予選決勝戦では、守備で大海を助けるビッグプレーを見せたほか、最終回には大海が既に投げるのが限界であることから、ホームラン狙いの打撃で高校通算では0本ながら試合を決めるサヨナラホームランを放ち、視察に来ていた神木と下辺だけで無く郷原も驚愕させている。本来ならドラフトにはかからないレベルの無名な選手であったが、郷原の推薦と決勝戦での上記の活躍により試合を見ていた下辺からもGMに獲得を推したことで、大海と共にベイゴールズにドラフト8位指名される。数年後、仲眞とともにセカンドの守備固めとして甲子園での試合に出場している描写がある。
菊地原 英光（きくちはら えいこう）
釜石実業出身の投手。福岡ブラックホークスの育成契約選手であったが後に横浜ベイゴールズに移籍している。150キロを超える荒れ球とツーシーム、スライダーと緩急のあるスローカーブが持ち味で、横浜ベイゴールズではセットアッパーとして活躍してる。投球フォームのモデルはランディ・ジョンソン。当初は別の選手を見に来た郷原がたまたま発見。その頃は独特な投球フォームでデッドボールをや四球を乱発するなどコントロールも悪く、球速も120キロ台と当初はドラフトにはかからない選手であったが、釜石実業の監督が現役の頃は野手であったので、投手の指導方法がよくわからなく、自分が下手に指導したら余計悪くなるかもしれないからと、自分の恩師でもある岩手学院大学の千葉監督に菊地原の指導を頼み、千葉監督の指導の下で、体幹を鍛える練習を積んだことで徐々にコントロールと球速の向上に繋がり注目されるようになる。当初は岩手学院大学に進学予定であったが、中溝の推薦により福岡ブラックホークスに育成指名され入団する。入団後はブラックホークスの球団事情と一時期ファームでも結果が残せなくなり支配下契約を勝ち取れずにいた。その後も腐らずに練習を重ねており、千葉の指導に従いトレーニングを続けた結果、球速も上がり本来の投球フォームとピッチングスタイルにも戻って、磨きがかかりファームでは圧倒的な活躍を見せ、支配下契約寸前まで行くも、上述の球団事情から支配下枠での契約が出来ず解雇になり、ブラックホークスからは再度育成契約を提示されるも、郷原の推薦もあり横浜ベイゴールズに支配下契約で移籍することになる。
柳川 大也（やながわ だいや)
東京パーフェクトマッスルズに所属する外野手。極めて高い身体能力を持っており、特に走塁に関しては即戦力どころか現在の一軍でもトップクラスで通用すると郷原にも評価されている。郷原は高校時代から目を付けていたが、中溝も育成契約で獲得を目指している。バッティングフォームのモデルは柳田悠岐。高校時代は今と違いヤセ型の体型で郷原には「ガリガリ君」と呼ばれており、身体能力任せにプレーをする「お山の大将」タイプの選手であった。郷原が初めて見た時は、別のスポーツでも活躍出来る身体能力の高さと走塁技術を評価していた。高校卒業後はプロを目指して監督のツテで大学に進学し、一年春からレギュラーとして出場していたが大学野球ではその当時のフィジカルでは大学で通用せず秋ごろにレギュラーを剥奪されてしまう。それでも生き残る道を模索して試行錯誤していた最中に練習中の怪我により復帰したころには練習試合ですら出番が無くなってしまい、自分ではプロは無理だと思い、また後述の大家族ゆえの経済的な負担を無くすために、早くに自立しようとして大学を中退してしまう。野球部を辞めて大学を中退する一連の理由と事情を聞いた大学の監督からは柳川のことを「誰よりも俯瞰で自分のことが分かってる苦労人だった」と郷原に語っている。中退後は盗塁の緊張感が好きだったことでそれに似ているのが麻雀だったことからプロ雀士を目指し賭け麻雀で食い繋いでいたが、後に雀荘にいたところ柳川との接触目的で一緒に卓を囲んでいた郷原にアドバイスと推薦を受け、東京パーフェクトマッスルズに入団する。普段はパーフェクトマッスルジムでトレーニングをしつつ、トレーナーとして働いている。弟が2人、妹が3人いる6人兄弟の大家族。後に万田自動車の補強選手として都市対抗野球に出場。活躍が認められベイゴールズにドラフト2位指名される。

### 大阪ホワイトタイガース
モデルの球団は阪神タイガース。本拠地は甲子園球場であるはずだが、本作で甲子園球場が兵庫県西宮市に存在するかは不明。

#### スカウト部
毒島（ぶすじま）
大阪ホワイトタイガースのスカウト。ハブの異名を持つ凄腕のベテランスカウトマン。人選能力はもとより、膨大なコネクションや選手のサポートに定評がある。希望入団枠制度の時代に、選手の囲い込みや裏金工作を行っており、現在でも独自ルートで選手を囲い込むなど、プロ・アマ規定ギリギリのダーティなスカウト手法を展開する。郷原らの宿敵として描かれる。

#### 選手
沖本 拓也（おきもと たくや）
倉敷工科大学に所属する内野手。身長171センチメートル、体重80キログラムと野球選手としては小柄な体格だが、それに似つかぬスラッガーであり、チームの4番打者である。全打席HR狙いの強振スタイルながら打率は3割に近く、大舞台に強いプロ向きの選手と、郷原と毒島は高く評価している。高校時代は監督の方針に従わなかったため試合に出られず、目立つ存在ではなかったが、毒島は当時から目を付けていた。憂羅志亜大学との試合で蔵田と対戦後、調子を崩し、その年のドラフトでは指名漏れをする。大学卒業後、万田自動車で自身のスタイルを取り戻し、2年後のドラフトで大阪ホワイトタイガースに指名され入団する。一年目から三塁手として127試合に出場し、打率.267、本塁打17本、52打点の成績を残した。憂羅志亜大学との試合後、アドバイスをくれた飯塚をプロ入り後尊敬する選手としてあげている。

### 福岡ブラックホークス
モデルの球団は福岡ソフトバンクホークス。

#### スカウト部
中溝 聖治（なかみぞ せいじ）
元プロ選手の福岡ブラックホークスのスカウト。現役時代は実績十分のプレイヤーであったことが美嶋から語られている。当初は大学に進学予定であった菊地原を自身の推薦で育成選手で獲得するが、チーム事情により支配下契約ができないことを逆手に取られ菊地原を横浜ベイゴールズに移籍させてしまい郷原と因縁が生まれてしまう。東京パーフェクトマッスルズの柳川大也を育成契約で獲得を目指しており、郷原と再び因縁が燃え上がっている。一流選手を見抜く人選能力が優れており、同じスカウトマンである郷原も認めている。郷原や毒島のように選手とコミュニケーションをほとんど取らず、「選手を見に行く」という感覚的なスカウト手法をとっている。自身が担当する選手との信頼関係に自信を持っているが、千葉からは「菊地原を手離さないのは、菊地原のためではなく自分のため」と指摘され、上記のスカウト手法である故か柳川のパーフェクトマッスルズへの入団経緯を知らないなどスカウトとしてはまだ青い面が見られる。ただし自分の見込んだ選手の活躍を心から望み、誠意を持って活動していることは取材した美嶋からも認められている。

### その他の人物
東条 大貴（とうじょう だいき）
名門埼玉花崎徳丸高校の一番手投手。本格派左腕で最速は154km/h。数年後、スター選手として活躍している描写がある。
阿比留 一成（あびる かずなり）
万田自動車野球部（モデルはHonda硬式野球部）に所属する大卒四年目の外野手。既婚者で双子の娘がいる。元々は遊撃手で、三拍子揃ったスター性を持つ即戦力のドラフト候補であったが、膝の怪我を隠して出場した都市対抗野球で状態を悪化させてしまう。その年のドラフトで横浜ベイゴールズに6位で指名されるも、前述の怪我の影響と指名順位および郷原の所業に納得のいかない万田自動車の監督と下辺が揉めたため指名を辞退している。その後、郷原のアドバイスにより膝の負担の少ない外野手に転向し、社会人選手として野球を続けていくことを決意する。怪我をしてコンバートした今でも実力は健在であり、西浦からも社会人最強バッターと評価されており、神木も「即戦力」としてプロ入りを打診するが、阿比留自身は社会人野球で選手としての今の生活に満足しておりプロに行くつもりは無くドラフト指名を断っている。郷原からの頼みで大学と実業団へのコネの無いトニーを万田自動車へ入社させており、トニーの入社の報酬を郷原から受け取るなど腹黒い一面も持つ。数年後、40歳で現役を引退した後は万田自動車の監督に就任し「あびちゃんチルドレン」と呼ばれる名選手達を生み出してる描写がある。
猪俣（いのまた）
万田自動車野球部の監督。郷原をよく思っておらず、阿比留のことで揉めたベイゴールズに出禁を言い渡していたが、トニーを野球部に受け入れたりするなどベイゴールズとの関係は修復しつつある。
美嶋 瞳（みしま ひとみ）
アマチュア野球を専門とするフリーライター。以前に阿比留と郷原の過去を取材し、批判的な記事を寄稿したことがある。後年、北畠翔についての書籍を刊行する。
トニー・田所（とにー・たどころ）
桂木たちの翌年のドラフト候補の投手。通称奄美大魔神。基本的には素直な性格であるが、ストライクが入らないとすぐにカッとなるなど短気で、隠れて飲酒と喫煙を行っているなど素行に問題があり、飲酒は辞められずにいるが既に喫煙はやめているとのこと。トニーと初めて会った神木はトニーが酒臭かったことからトニーへ「リアルあぶさんじゃん。」と突っ込んでいた。高校時代の監督に大学と実業団へのコネが無かったため、その才能を惜しんだ郷原と阿比留の計らいにより高校卒業後は万田自動車入社。投手よりも野手としての才能を評価されており、本人もストライクゾーンの狭さに苛立ったりすることもあってか、「プロに行けるならどっちでもいい」とポジションにこだわりを見せることもなかったため、万田自動車入社後は外野手に転向。阿比留に指導を受け頭角を現し、都市対抗野球ではスタメン出場し強肩を披露している。
滝川（たきがわ）
憂羅志亜大学の監督。規律と統制を重んじる指導が特徴。反面、指導方針に合わない選手を冷遇する傾向もある。
斉藤（さいとう）
倉敷工科大学の監督。社会人野球ユネオスの監督を経て就任。「振れない選手は使わない」というフルスイング至上主義が信条で、強力打線を作り上げチームを1部リーグへ昇格させた。
山城 浩市（やましろ こういち）
東京六大学リーグ明英大学の監督。キャンプ地にある石垣商工と毎春練習試合を行っており、その際に対戦した仲眞を明英大の特別推薦枠を餌にして強力に勧誘する。プライドが高く、神木とトラブルになった際にはベイゴールズに出入禁止を言い渡したが、偶然その場にいた郷原は山城の育成能力を既に見抜いており「アンタが育てた選手なんかいらねぇよバーカ」「神木は無能な指導者に本当のことを教えただけ」と言い放っている。
比嘉 一太（ひが いちた）
石垣商工の監督。明英大OBで山城の後輩にあたる。怪我を抱えている仲眞の身体の休養と将来を考え、仲眞には大学進学を勧めていたが、甲子園に出場した後の仲眞の心境の変化を感じ取り、進路を本人に一任した。
北畠 翔（きたばたけ しょう)
郷原と毒島が中学時代から目を付けている逸材の投手。中学時代から独自のトレーニング方法を行っており、実力だけでなく野球に対する意識の高さも郷原と毒島は評価している。当初は毒島のルートで大阪の強豪校に進学予定であったが、直前に郷原の手引きにより神奈川の強豪校への進学を決める。進学した神奈川の強豪校では1年の秋からベンチ入りするも、監督と自身の考え方の違いと周囲に馴染めず高校を退学する。大阪に戻り中学時代のチームの監督に新たな進学先の紹介をお願いするも、上記の進学の件で面子を潰されたことにより拒否されてしまい、高校にも行かず荒れた生活を送っていた。北畠自身もプロに行くためなら高校野球に拘りがなかったことと、毒島の指示を受けた郷原に東京のクラブチーム・東京パーフェクトマッスルズを紹介され母親とともに上京することになる。数年後、都市対抗野球で活躍している描写がある。母子家庭で母親思いの性格。
桃丘 兆治（ももおか ちょうじ)
BJリーグ、山形サンシャインホープス所属の捕手。近工大附属高校時代は遊撃手兼投手だったが、「アンドレルトン・シモンズの守備を見て、自分では遊撃手は無理だと思った」と内野手を断念、大学進学時に投手に専念するも思うような結果を出せず、３年時に捕手に転向する。郷原の推薦と、池田監督の御眼鏡にかなったこともあり、山形に入団する。155km/hの強肩を武器に、神木に「ボールを持ったら相手守備陣がラインを下げるリオネル・メッシのように、ボールを持ったらランナーが帰塁するような捕手になれたら最強だ」と語る。実家は大阪のうなぎ料理店「うなぎ ももか」。
佐藤 翔太（さとう しょうた)
ベイゴールズから戦力外通告となった内野手。登録名は翔太。既婚者で娘が一人いる。内野と外野の両方を守ることができるユーティリティープレイヤーであるが、常に全力プレーであるが故に試合中での怪我による故障が多く規定打席到達したのも一度だけ。トライアウトを受けるが獲得球団が現れず、一度は引退を決意したが、毒島の計らいで大阪大正ガスに入団する。入団一年目に都市対抗野球に出場し、万田自動車と対戦している。担当スカウトであった郷原と先輩である飯塚を慕っており、戦力外になった直後二人に真っ先に連絡を入れている。人気も高く、トライアウトと都市対抗野球では観客から「翔太」コールを受けている。
森笠 鉄也（もりかさ てつや）
元東京ジャイアントウォーリアーズの投手。左のセットアッパーとして活躍していたが長年に渡って中継ぎとして投げていたことによる勤続疲労によりここ2年は結果を残せず、戦力外通告を受けた。トライアウトで翔太と対戦し、粘られた末ツーベースヒットを打たれている。読み切り版では、かつてとは違う新たな投球スタイルを披露しており、トライアウト後に神宮ジャンボスパイダーズに入団し、一軍で再び中継ぎとして活躍しており、数年後に引退試合を行った様子が描かれている。
千葉 三郎（ちば さぶろう)
岩手学院大学の監督。投手を育てることに関しては、非常に優れており様々なタイプの投手を育て上げるその手腕から名伯楽と呼ばれており、教え子たちの成長を何よりも楽しみにしている。郷原とは顔見知りの関係であり、郷原のことは「モジャ男」と呼んでいる。郷原も試合を観る前は全く知らなかった当時無名であった菊地原を、かつての教え子でもある釜石実業の監督から菊地原の指導を頼まれたことで、高校生の段階から指導をしており、高校卒業後は自分の下で指導する予定であった。酒好きの酒豪であるが作中で酒が原因で入院しており、病院嫌いでもあることから、医者からは止められているのにも関わらず飲酒を仄めかす描写がある。教え子のためなら自分の身体を考えないで無茶をする人でもあり、以前には大切な試合の前に倒れて入院していたが、試合当日に勝手に病院を脱走し、試合には監督として普通にベンチに座っていたこともあった。
足立（あだち)
東京パーフェクトマッスルズの監督であり、母体のパーフェクトマッスルジムの社長でもある。監督としては選手の自主性を尊重し、社長としては社員を支えることに徹しており、大学を中退した柳川と北畠の母親を正社員として受け入れるなど懐が広い人物として描かれている。
西浦 順治（にしうら じゅんじ)
元プロの東京パーフェクトマッスルズ所属の捕手。毒島が元担当スカウトであり、大学卒業後に堺製鉄を経てドラフト５位で千葉マリナーズに入団している。毒島のことを「恩人」として慕っている。千葉を戦力外となって以後は元々勤めていた企業チームに復帰、その後独立リーグを経て現在に至る。既婚。
今野 是清（こんの これきよ）
焼き鳥屋「トリー・ジョン」店主。14年に渡り活躍した元プロ野球選手で、大学からプロを通じて3度にわたり肘を故障、トミー・ジョン手術を受け復帰したことから、「不死身の今野」の異名で呼ばれていた。西浦の大学時代の同級生。

## 書誌情報
- クロマツテツロウ『ドラフトキング』集英社〈ヤングジャンプ・コミックス 〉、既刊22巻（2025年8月19日現在）
  1. 2019年8月19日発売[8]、ISBN 978-4-08-891333-9
  2. 2019年8月19日発売[9]、ISBN 978-4-08-891356-8
  3. 2019年11月19日発売[10]、ISBN 978-4-08-891436-7
  4. 2020年3月19日発売[11]、ISBN 978-4-08-891518-0
  5. 2020年7月17日発売[12]、ISBN 978-4-08-891639-2
  6. 2020年11月19日発売[13]、ISBN 978-4-08-891677-4
  7. 2020年12月18日発売[14]、ISBN 978-4-08-891747-4
  8. 2021年4月19日発売[15]、ISBN 978-4-08-891824-2
  9. 2021年8月18日発売[16]、ISBN 978-4-08-892065-8
  10. 2021年11月19日発売[17]、ISBN 978-4-08-892148-8
  11. 2022年3月18日発売[18]、ISBN 978-4-08-892261-4
  12. 2022年8月19日発売[19]、ISBN 978-4-08-892413-7
  13. 2022年11月17日発売[20]、ISBN 978-4-08-892508-0
  14. 2023年3月17日発売[21]、ISBN 978-4-08-892644-5
  15. 2023年5月19日発売[22]、ISBN 978-4-08-892701-5
  16. 2023年8月18日発売[23]、ISBN 978-4-08-892809-8
  17. 2023年11月17日発売[24]、ISBN 978-4-08-893016-9
  18. 2024年3月18日発売[25]、ISBN 978-4-08-893178-4
  19. 2024年8月19日発売[26]、ISBN 978-4-08-893360-3
  20. 2024年11月19日発売[27]、ISBN 978-4-08-893452-5
  21. 2025年3月18日発売[28]、ISBN 978-4-08-893595-9
  22. 2025年8月19日発売[29]、ISBN 978-4-08-893781-6

## テレビドラマ
2023年4月8日から6月10日まで、WOWOWプライム及びWOWOWオンデマンドの「連続ドラマW-30」枠で放送・配信された。主演はムロツヨシ。

### キャスト
郷原眼力（ごうはら オーラ）
演 - ムロツヨシ
プロ野球チーム「横浜ベイゴールズ」のスカウトマン。
神木良輔（かみき りょうすけ）
演 - 宮沢氷魚
「横浜ベイゴールズ」の新人スカウトマン。元選手。

#### 横浜ベイゴールズ
下辺陸夫（しもべ りくお）
演 - でんでん
スカウト部の部長。
大津良介（おおつ りょうすけ）
演 - 上地雄輔
元選手のスカウトマン。
飯塚健（いいづか けん）
演 - 平山祐介
元選手のスカウトマン。
大越智成（おおこし ともなり）
演 - 川久保拓司
主任。
筒井高志（つつい たかし）
演 - 阪田マサノブ
GM。
横田道則
演 - 島崎義久
スカウトマン。
役名不明
演 - 木立雄大
スカウトマン。

#### その他
毒島竜二
演 - 伊武雅刀
「横浜ベイゴールズ」のライバルである「大阪ホワイトタイガース」の敏腕スカウトマン。
美嶋瞳
演 - 藤間爽子
フリーライター。

#### ゲスト

##### 第1話・第2話
佐々木達雄
演 - 大鷹明良
花崎徳丸高校野球部の監督。
桂木康生
演 - 生田俊平（第5話・最終話）
花崎徳丸高校3年の控え投手。
東条大貴
演 - 増永樹
花崎徳丸高校3年のエース投手。
興梠直哉
演 - 小林虎之介
花崎徳丸高校野球部キャッチャー。

##### 第3話・第4話
阿比留一成
演 - 町田啓太
万田自動車の野球部員。
猪俣繁
演 - 田中要次
万田自動車野球部の監督。
渡部周斗
演 - 門下秀太郎
万田自動車野球部員。
トニー・田所
演 - 佳久耀（最終話）
奄美の大魔神。
阿比留あおい、阿比留みどり
演 - 柳瀬あおい、柳瀬みどり
阿比留の双子の娘。

##### 第5話・第6話
宗野努
演 - 高橋努
横浜ベイゴールズの2軍ヘッドコーチ。
真田丸謙吾
演 - 中山翔貴（第2話）
仙台育栄高校から横浜ベイゴールズのドラフト1位指名で入団した投手。
北畠花代
演 - 仙道敦子
シングルマザーとして息子を大切に育てる。
北畠翔
演 - 木戸大聖
大阪中央リトルボーイズの中学生投手。
蔵田健介
演 - 舘野将平
憂羅志亜大からドラフト3巡目で横浜ベイゴールズに指名され入団した投手。
ベイゴールズ2軍投手コーチ
演 - 磯貝誠
ベイゴールズ選手寮のおばちゃん
演 - 白雪たえ
ベイゴールズ１軍投手コーチ
演 - 野々瀬隆志

##### 第7話 - 最終話
仲眞大海（なかま オーシャン）
演 - 兵頭功海（幼少期：吉田奏佑）
石垣商工高校野球部のエース投手。
比嘉一太
演 - きたろう
石垣商工高校野球部の監督。
山城浩市
演 - モロ師岡
明英大学の監督。比嘉の大学時代の先輩。
仲眞耕三
演 - 阿部亮平
大海の父親。
仲眞好子
演 - 須藤理彩
大海の母親。看護師。
照屋勉
演 - 福松凜
石垣商工高校野球部のキャプテン。ショート。
宮里幸太郎
演 - 八木将康
興章実業高校野球部所属でプロ注目のスラッガー。
知念正貴
演 - 高品雄基
興章実業高校野球部所属で強打を誇る捕手。
東海林佑斗
演 - 圷智弘
明英大野球部。4年生。遊撃手。
仲眞拓海
演 - 田澤泰粋（幼少期：羽山由一郎）
交通事故で死亡した仲眞大海の弟。
興章実業高校野球部
演 - 屋良学（役名：野球部監督・山村響）、福田拓也（役名：濱元亮太）、道川内蒼（役名：真栄田秀徳）、優太（役名：砂川駿）

石垣商工野球部
演 - 松代大介（役名：島袋秀一）、加賀義也（役名：野原俊介）、成田裕生（役名：桃原俊太）、宮内巽（役名：国吉智也）、小松紘大（役名：高橋元気）、片山幸人（役名：伊志嶺）、財津優太郎（名前なし）

明英大学野球部
演 - 三嶋健太（役名：長野惣一郎）、小野慶人（役名：福本大輔）、賀谷亮祐（役名：横山優太郎）、吉川一勝（役名：渡邊公平）、江﨑俊介（役名：山下広大）、掛裕登（役名：大橋智樹）

### スタッフ
- 原作 - クロマツテツロウ『ドラフトキング』（集英社『グランドジャンプ』連載）
- 脚本 - 鈴木謙一[30]
- 音楽 - 櫻井美希[30]
- 監督 - 山本透、吉川祐太[30]
- 制作プロダクション - ROBOT[30]
- 製作著作 - WOWOW

### 放送日程
| 放送回 | 放送日  | サブタイトル                        | 監督     |
| ------ | ------- | ----------------------------------- | -------- |
| 第1話  | 4月08日 | 2番目の男①                          | 山本透   |
| 第2話  | 4月15日 | 2番目の男②                          | 山本透   |
| 第3話  | 4月22日 | 社会人（ノンプロ）のスペシャリスト① | 吉川祐太 |
| 第4話  | 4月29日 | 社会人（ノンプロ）のスペシャリスト② | 吉川祐太 |
| 第5話  | 5月06日 | 1億円の男①                          | 山本透   |
| 第6話  | 5月13日 | 1億円の男②                          | 山本透   |
| 第7話  | 5月20日 | それぞれの選手ファースト①           | 山本透   |
| 第8話  | 5月27日 | それぞれの選手ファースト②           | 山本透   |
| 第9話  | 6月03日 | それぞれの選手ファースト③           | 山本透   |
| 最終話 | 6月10日 | それぞれの選手ファースト④           | 山本透   |

| WOWOW 土曜 22:00 - 22:30 | WOWOW 土曜 22:00 - 22:30                  | WOWOW 土曜 22:00 - 22:30 |
| 前番組                   | 番組名                                    | 次番組                   |
| ------------------------ | ----------------------------------------- | ------------------------ |
| -                        | ドラフトキング （2023年4月8日 - 6月10日） | -                        |